# Casa Memorială „Vasile Voiculescu”
Casa Memorială „Vasile Voiculescu” este un muzeu județean din Pârscov. Casa este o reconstituire a locuinței în care s-a născut marele poet. Documentele, facsimilele de scrisori, fotografiile, cărțile, icoanele pe lemn și pe sticlă, mobilierul reconstituie atmosfera și etape ale vieții și creației scriitorului Vasile Voiculescu (1884 - 1963). În hol pot fi admirate numeroase picturi, printre care și portretul scriitorului. Într-o încăpere sunt expuse certificatul de naștere, poze de familii, precum și o vitrină cu ediții de volume și traduceri. O altă vitrină adăpostește obiecte de uz personal și manuscrise de versuri și povestiri, iar în cealaltă, obiecte de artă decorativă și reviste la care a colaborat autorul. Numeroase volume poartă dedicații ale confraților precum Al. Vlahuță, Ion Pillat etc.
Clădirea muzeului este declarată monument istoric, având codul BZ-IV-m-B-02537. 